# Васіліс Константакопулос
Васіліс Константакопулос (грец. Βασίλης Κωνσταντακόπουλος, 1935, Діаволіца, Мессенія — 25 січня 2011, Афіни) — грецький магнат-судновласник, відомий також як «Капітан Васіліс», а також «Король контейнерів». Засновник судноплавної компанії Costamare, яка першою почала співпрацювати із COSCO, та голова Грецької асоціації захисту морського середовища.

## Біографія
Васіліс Константакопулос народився 1935 року в Діаволіці, Мессенія, Пелопоннес. В роки Другої світової війни боровся в лавах Фронту національного визволення EAM. 1948 року він приїхав до Афін, почав працювати і паралельно навчатися у вечірній школі.
1953 року розпочав військово-морську кар'єру, піднявся усіма сходами військово-морської ієрархії. 1962 року, у віці 27 років, придбав у кредит навеличке судно, а 1974 року, у віці 39 років, заснував судновласницьку компанію Costamare. Під час судноплавної кризи періоду 1982—1984 років Васіліс Константакопулос спромігся придбати вісім суден за дуже низькою ціною. Після розпаду грецької судноплавної компанії Григоріоса Калліманопулоса Константакопулос наймає її професійних співробітників і виходить на великий ринок судноплавства.
У наступні двадцять років компанія значно примножила та регулярно оновлювала свій флот. 2000 року у Costamare працювало 35 суден, загальною тоннажністю 1.560.000 тонн. 2005 року компанія ΤΕΜΕΣ Α.Ε., якою також керував Васіліс Константакопулос, представила інвестиційний план на 2005—2010 роки загальною сумою понад 1 млрд. євро для будівництва 4 готелів, 2 полів для гольфу та інших туристичних і спортивних об'єктів у двох прибережних районах міста Пілоса, Пелопоннес.
2006 року Васіліс Константакопулос передав управління бізнесом своєму сину Костасу, який проявив себе талановитим керівником і продовжив примноження капіталу Константакопулосів.
Васіліс Константакопулос помер вранці 25 січня 2011 року в Афінах. Співчуття родині висловили лідер «Нової демократії» Антоніс Самарас, лідер «Демократичного альянсу» Дора Бакоянні, дімарх Каламати Панайотіс Нікас, ректор Пелопоннеського університету Теодорос Папатеодору і члени Ради греко-китайської торгової палати Константінос Н. Яннідіс.

## Родина
Вдова Константакопулос — Кармен, яка народила від нього трьох синів:
- Костас — старший син, йому 2006 року Васіліс Константакопулос передав управління компанією[4];
- Ахіллеас — очолює компанію ΤΕΜΕΣ, що займається інвестуванням у сферу туризму;
- Христос — молодший син, керує заводом в Козані[5].